# غلتي
غِلِتِي (بالإنجليزية: Gleti)‏، هي إلهة القمر عند شعب الفون من مملكة داهومي، والتي تقع فيما يعرف الآن بنين. في أساطير داهومي [الإنجليزية]، هي أم كل النجوم. يحدث الخسوف بسبب عبور ظل زوج القمر على وجهها.